# Clifton Waugh
Clifton Waugh (sinh ngày 10 tháng 9 năm 1972 ở Port Maria, St Mary, Jamaica) là một hậu vệ bóng đá người Jamaica hiện tại thi đấu cho Harbour View FC.

## Sự nghiệp câu lạc bộ
Là một hậu vệ to lớn, Waugh thi đấu 2 năm tại Virginia Commonwealth University và cho Olympic Gardens trước khi chuyển đến Harbour View. Ngoài ra, anh được cho mượn đến Richmond Kickers mùa giải 2001.

## Sự nghiệp quốc tế
Anh cũng thi đấu cho 'Reggae Boyz', có màn ra mắt năm 1998 trước Ả Rập Xê Út và thi đấu trận quốc tế cuối cùng năm 2000 trước Nhật Bản. Anh chỉ bỏ lỡ đội hình World Cup 1998 của Jamaica nhưng vẫn cùng đội đến Pháp.